# Prix Claude-Seignolle

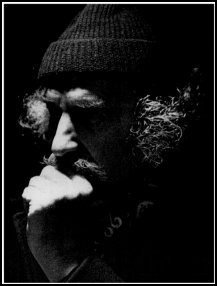
Claude Seignolle.

Le prix Claude-Seignolle a été créé en 2003 par le Wallon Albert Doppagne et le Bourguignon Charles Labry. Son but est de récompenser une œuvre relative au folklore, genre littéraire où aucun prix n'existait[précision nécessaire] alors que tous les autres genres sont largement représentés. Son nom rend hommage au travail de l'écrivain folkloriste Claude Seignolle.
Dans le procès-verbal de fondation, il est indiqué que ce prix est « destiné à récompenser un livre relatif à un aspect du folklore français tel que l'entendait Paul Sébillot, c'est-à-dire l'ensemble des territoires européens de langue française. Le livre récompensé doit être d'une haute tenue tant au niveau de sa forme que du fond. Son auteur, en plus de qualités littéraires certaines, travaille sur un folklore traditionnel et authentique. Il doit avoir la rigueur que l'on est en droit d'attendre d'un chercheur et privilégie la recherche sur le terrain, auprès des derniers témoins de la tradition orale. » 
Le premier lauréat, en mai 2004, fut Roger Maudhuy, pour son recueil Contes et légendes de la Champagne et des Ardennes (France-Empire, 2003).
En septembre de la même année Roger Maudhuy fut élu président du jury. Il fut rapidement décidé de consacrer le "prix Claude Seignolle" à la seule littérature orale. Le prix initial devint donc le "prix Claude Seignolle de Littérature orale", auquel on adjoignit un "prix spécial du Jury" et un "prix de l'Imagerie".
Afin de récompenser les chercheurs travaillant sur un aspect du folklore autre que la littérature orale, il fut créé un "prix Paul Sébillot de Folklore français".
Ces prix sont les seuls prix nationaux de folklore en France. De 2004 à 2010, ils furent remis dans le cadre du salon des Imaginales à Épinal. 2011 fut une année de transition. Depuis 2012, ils sont remis à Botmeur, lors d'un salon du livre tout consacré à la légende.

## Palmarès

### Prix Claude-Seignolle de littérature orale
- 2004 : Roger Maudhuy, Contes et légendes de la Champagne et des Ardennes, Editions France-Empire.
- 2005 : Alain Laborieux, Le Sud entre histoire et légendes, Editions de La Mirandole.
- 2006 : Dr Jean Peyresblanques, Contes et légendes des Landes, Editions Atlantica.
- 2007 : Alexis Bétemps et Lidia Philippot, Merveilles dans la Vallée, Le Val d'Aoste conté, Éditions Slatkine.
- 2008 : Fabienne Maestracci, Contes et légendes du peuple corse, Éditions Albiana.
- 2009 : Michel Gautier, Contes populaires de Vendée, Éditions Geste.
- 2010 : Lydia Gaborit-Commard, L'île de Noirmoutier, Paroles de conteurs, Editions de l'Etrave.
- 2012 : Delphine Jaspar, Les Ardennes des sorcières, Editions Pimientos.
- 2013 : Daniel Giraudon, Sur les chemins de l'Ankou, Yoran Embanner.
- 2016 : Gérard Léser, Fantômes et revenants en Alsace, le trésor des légendes[1]

### Prix spécial du jury
- 2006 : les Éditions Aubéron à Anglet pour leur traduction des Légendes basques du révérend Webster, publiées en anglais en 1870, et leur réédition des Légendes et récits populaires du Pays Basque de Jean-François Cerquand.
- 2007 : Marianne Haas-Heckel, pour Contes lorrains de Moselle francique et Légendes lorraines de Moselle francique, traduction de l'œuvre de la folkloriste mosellane Angelika Merkelbach-Pinck.
- 2008 : les Éditions Planète Rebelle à Montréal pour leur réédition d'œuvres du Père Anselme Chiasson.
- 2009 : les Éditions Hesse pour l’édition du journal de Louis de La Saussaye, Journal historique et archéologique du Blésois et de la Sologne.
- 2010 : les Éditions du Barbu / EdB. à Plougastel-Daoulas, pour leur collection « Polars&Grimoires » et les Éditions Aubéron à Anglet, pour leur réédition des Contes populaires de la Gascogne de Jean-François Bladé.
- 2012 : le Musée dauphinois à Grenoble pour leurs éditions du folkloriste Charles Joisten.
- 2013 : les Éditions CPE à Romorantin pour leur édition des nouvelles inédites de François Barberousse, Epis de glane.

### Prix Claude Seignolle de l'Imagerie
- 2006 : Édouard Brasey pour le premier tome de l'Encyclopédie du Merveilleux, Le Pré-aux-Clercs.
- 2007 : L'Almanach des Vieux Ardennais, Traditions et saints de l'hiver, une édition du Musée en Piconrue à Bastogne, Belgique.
- 2008 : Les Instruments de Musique de nos terroirs de Claude Sarrail et de la Confédération Nationale des Groupes folkloriques français, chez Tourisme Médias Éditions.
- 2009 : Dominique Prieur, La Mémoire des prodigieuses roches d’en Salm et par Vosges, Éditions A la pointe DP.
- 2010 : Henri Comte, pour ses photographies illustrant la réédition de L'Hérault, fleuve d'or, de Maurice Chauvet, aux Nouvelles Presses du Languedoc.
- 2012 : Jean-Claude Servais, pour l'ensemble de son œuvre.
- 2013 : Lionel Hignard et Camille Renversade, L'Herbier fantastique, Éditions Plume de Carotte.

### Prix Paul Sébillot defolklore français
- 2006 : Elisabeth et Christian Busser, Les Plantes des Vosges, Médecine et traditions populaires, Editions de La Nuée Bleue.
- 2007 : Dr Christophe Auray, Magie et sorcellerie dans les fermes bretonnes, Editions Ouest-France.
- 2008 : Gérard Boutet, La France en héritage, Editions Perrin.
- 2009 : Thierry Thévenin, Les Plantes sauvages, connaître, cueillir, utiliser, Éditions Lucien Souny.
- 2010 : Jacques Messiant, Magie, sorcellerie d'aujourd'hui et croyances populaires, Editions Ouest-France.
- 2012 : Josette Ecuyer-Ravailler, C'est quoi ça, mamie ?, Editions Empreintes.
- 2013 : Dr Florence Semur-Seigneuric et Dr Jean-Baptiste Seigneuric, Rages de dents !, Dictionnaire des remèdes et superstitions, L'àpart Editions.